# Erskine Caldwell
Erskine Preston Caldwell (Moreland, 1903. december 17. – Paradise Valley, 1987. április 11.) amerikai regény- és novellaíró. A szegénységről, a rasszizmusról és a szociális problémákról szülőhazájában, az Egyesült Államokban írt írásai, például a Tobacco Road (1932) és a God's Little Acre (1933) című regényei kivívták a kritikusok elismerését.
A Tobacco Road és a God's Little Acre összesen 10 millió, illetve 14 millió példányos eladásával minden idők legkelendőbb amerikai regényei közé tartozik, az előbbit pedig egy 1933-as színművé alakították át, ami azóta is meghaladta a Broadway rekordot az egymást követő előadások terén.

## Korai évek
Caldwell 1903. december 17-én született White Oak kisvárosában, Coweta megyében, Georgia államban. Ő volt az egyetlen gyermeke Ira Sylvester Caldwell református presbiteriánus egyházi lelkésznek és feleségének, Caroline Preston (született: Bell) Caldwell iskolai tanárnőnek. Caldwell tiszteletes szolgálata megkövetelte, hogy a család gyakran költözzön olyan helyekre, mint Florida, Virginia, Tennessee, Dél-Karolina és Észak-Karolina. Amikor 15 éves volt, családja a Georgia állambeli Wrensben telepedett le. Édesanyja, Caroline Virginiából származott. Felmenői közé tartozott az angol nemesség, amely nagy földadományokkal rendelkezett Virginia keleti részén. Angol ősei és skót-ír ősei egyaránt harcoltak az amerikai forradalomban. Ira Caldwell ősei skót-írek voltak, és a forradalom előtt is Amerikában éltek, és harcoltak benne.
Caldwell anyja, egykori tanárnő, otthon tanította fiát. Caldwell 14 éves volt, amikor először járt iskolába.
Caldwell járt, de nem végzett az Erskine College-ban, egy presbiteriánus iskolában a közeli Dél-Karolinában.

## Karrier
Abbahagyta az Erskine College-beli tanulmányait, hogy aláírjon egy Közép-Amerikába fegyvereket szállító hajó fedélzetén. Caldwell a Konföderáció Egyesült Leányaitól kapott ösztöndíjjal lépett be a Virginiai Egyetemre, de csak egy évre iratkozott be. Caldwell ezután futballista volt, testőrként dolgozott, és "rossz" ingatlanokat adott el.
Újabb két főiskolai beiratkozás után Caldwell az Atlanta Journalhoz ment, 1925-ben, egy év után otthagyta, majd Maine-be költözött, öt évig maradt, és elkészített egy történetet, amely elnyerte a Yale Review-díjat fikcióért, és két regényt a georgiai szegényekről.
Első publikált művei a The Bastard (1929) és a Poor Fool (1930) voltak, de a leghíresebb művek a Tobacco Road (1932) és a God's Little Acre (1933) című regényei. Első könyvét, a The Bastard-t betiltották, és másolatait lefoglalták a hatóságok. A God's Little Acre megjelenésével a New York-i Társaság a Bűn Elnyomásáért jogi lépéseket kezdeményezett ellene, a The Bastard miatt. Caldwellt letartóztatták egy könyvdedikáláskor, de a bíróságon felmentették.
1941-ben Caldwell a Szovjetunióból tudósított a Life magazinnak, a CBS rádiónak és a PM újságnak. Körülbelül öt évig írt filmforgatókönyveket. Cikkeket írt Mexikóból és Csehszlovákiából az Észak-Amerikai Újságszövetség (North American Newspaper Alliance) számára.

## Magánélete
Az 1930-as évekig Caldwell és első felesége, Helen könyvesboltot vezettek Maine-ben. Válásukat követően Caldwell feleségül vette Margaret Bourke-White fotóst, és három fotódokumentumfilmben dolgozott vele: You Have Seen Their Faces (1937), North of the Danube (1939) és Say, Is This The USA (1941). A második világháború alatt Caldwell vízumot kapott a Szovjetuniótól, amely lehetővé tette számára, hogy Ukrajnába utazzon, és külföldi tudósítóként dolgozzon, dokumentálva az ottani háborús erőfeszítéseket.
Miután visszatért a második világháborúból, Caldwell Connecticutban, majd Arizonában telepedett le harmadik feleségével, June Johnsonnal (J.C. Martin). 1957-ben Caldwell feleségül vette Virginia Moffett Fletcher Caldwell Hibbs-t, aki illusztrációkat készített egy közelmúltbeli könyvéhez, a San Francisco-i Twin Peaks-be költözött, később pedig az arizonai Paradise Valley-be költözött 1977-ben. A San Francisco Bay Area-i lakhelyéről egyszer ezt mondta: "San Francisco-n kívül élek. Ez nem pontosan az Egyesült Államok." Élete utolsó húsz évében az volt a rutinja, hogy évről évre hat hónapig járja a világot, vigyen magával füzeteket, amelyekbe feljegyezheti az ötleteit. E jegyzetfüzetek közül sokat nem adtak ki, de megtekinthetők egy neki szentelt múzeumban a georgiai Moreland város főterén, ahová az otthonát, ahol született, áthelyezték és az emlékének szentelték.
Caldwell, aki erősen dohányzott, emfizéma és tüdőrák szövődményei miatt halt meg 1987. április 11-én az arizonai Paradise Valleyben. Az Oregon állambeli Ashland Scenic Hills Memorial Parkban temették el. Bár soha nem élt ott, mostohafia és negyedik felesége, Virginia Moffett Fletcher Caldwell Hibbs igen, és azt kívánta, hogy a családja közelében temessék el. Virginia 2017 decemberében halt meg, 98 évesen.
Caldwell unokája, Adam Hunter Caldwell az Academy of Art University képzőművészeti oktatója.

## Politika
Politikai szimpátiája a munkásosztállyal volt, gazdálkodókkal és közmunkásokkal szerzett tapasztalatait felhasználva életüket és küzdelmeiket bemutató történeteket írt. Életének későbbi szakaszában nyilvános szemináriumokat tartott a déli bérlő-részestermesztők tipikus körülményeiről.
A kormányból való kiábrándultság arra késztette Caldwellt, hogy megírjon egy 1933-ban megjelent "Sylvia" című novellát. Ebben a történetben egy újságírónőt egy titkos bíróság előtt kémkedés vádjával bíróság elé állítják, majd egy osztag kivégzi.

## Művei
Caldwell 25 regényt, 150 novellát, tizenkét szépirodalmi gyűjteményt, két önéletrajzot és két fiatal olvasóknak szóló könyvet írt. Szerkesztette a befolyásos American Folkways sorozatot is, amely egy 28 kötetes könyvsorozat az Egyesült Államok különböző régióiról.
- The Bastard (1929)
- Poor Fool (1930)
- American Earth, short stories (1931)
  - later released as A Swell Looking Girl
- Tobacco Road(wd) (1932)
  - Tobacco Road (The Play)(wd)
    -  adaptation by Jack Kirkland(wd), based on the novel

  - Tobacco Road (The Film)(wd)
    -  film directed by John Ford[23]
    - based on the novel and the play
- We Are the Living(wd), short stories (1933)
- God's Little Acre(wd) (1933)
- Tenant Farmers, essay (1935)
- Some American People, essay (1935)
- Journeyman (1935)
- Kneel to the Rising Sun(wd), short stories (1935)
- The Sacrilege of Alan Kent (1936)
  - originally from American Earth
- You Have Seen Their Faces(wd)
  - (with Margaret Bourke-White(wd)[11], 1937)
- Southways, short stories (1938)
- North of the Danube
  - (with Margaret Bourke-White,[11] 1939)
- Trouble in July (1940)
- The First Autumn (1940)[24][25]
- Say Is This the USA
  - (with Margaret Bourke-White(wd)[11], 1941)
- Moscow Under Fire, foreign correspondence (1942)
- Russia at War, foreign correspondence (1942)
- All-Out on the Road to Smolensk, foreign correspondence (1942)
- All Night Long (1942)
  - subtitled A Novel of Guerrilla Warfare in Russia
- Georgia Boy (1943), linked stories
- Tragic Ground (1944)
- A House in the Uplands (1946)
- The Sure Hand of God (1947)
- This Very Earth (1948)
- Place Called Estherville(wd) (1949)
- Episode in Palmetto (1950)
- The Humorous Side of Erskine Caldwell,
  - edited by Robert Cantwell(wd) (1951)
- Call It Experience, autobiography (1951)
- The Courting of Susie Brown, short stories (1952)
- A Lamp for Nightfall (1952)
- The Complete Stories of Erskine Caldwell (1953)
- Love and Money (1954)
- Gretta (1955)
- Gulf Coast Stories, short stories (1956)
- Certain Women, short stories (1957)
- Claudelle Inglish(wd) (1958)
- Molly Cottontail, children's book (1958)
- When You Think of Me, short stories (1959)
- Jenny by Nature (1961)
- Men and Women, short stories (1961)
- Close to Home (1962)
- The Last Night of Summer (1963)
- Around About America, travel writing (1964)
- In Search of Bisco, travel writing (1965)
- The Deer at Our House, children's book (1966)
- Writing in America, essay (1967)
- In the Shadow of the Steeple,
  - second autobiography (1967)[26]
- Miss Mama Aimee (1967)
- Summertime Island (1968)
- Deep South, travel writing (1968)
- The Weather Shelter (1969)
- The Earnshaw Neighborhood (1971)
- Annette (1973)
- Afternoons in Mid America, essays (1976)
- With All My Might,
  - third autobiography (1987)[7]
- Erskine Caldwell: Selected Letters, 1929–1955,
  - edited by Robert L. McDonald (1999)

### Magyarul
- Tobacco Road – Dohányföldek – Nova Irodalmi Intézet, Budapest, 1948 · Fordította: Bányász György
- Embervadászat – Athenaeum, Budapest, 1949 · Fordította: Bányász György
- Júliusi forró napok. Regény; ford., bev. Sulhóf József; Testvériség-Egység, Újvidék, 1952
- Könyörgés a kelő naphoz. Novellák (Kneel to the rising Sun; Stories) – Európa, Budapest, 1960 · Fordította: Vámosi Pál
- Isten földecskéje (God’s Little Acre) – Európa, Budapest, 1974 · ISBN 963070420X · Fordította: Ruttkay Kálmán · Illusztrálta: Kass János · (Századunk mesterei sorozat)
- Tobacco Road – A semmi közepén – Cartaphilus, Budapest, 2007 · ISBN 9789637448997 · Fordította: ifj. Kőrös László

## Elismerés
1984 decemberében Caldwellt beiktatták az Amerikai Művészeti és Irodalmi Akadémiára.

## Fordítás
- Ez a szócikk részben vagy egészben  az   Erskine Caldwell című angol Wikipédia-szócikk fordításán alapul.  Az eredeti cikk szerkesztőit annak laptörténete sorolja fel. Ez a jelzés csupán a megfogalmazás eredetét és a szerzői jogokat jelzi, nem szolgál a cikkben szereplő információk forrásmegjelöléseként.